# Plochá střecha

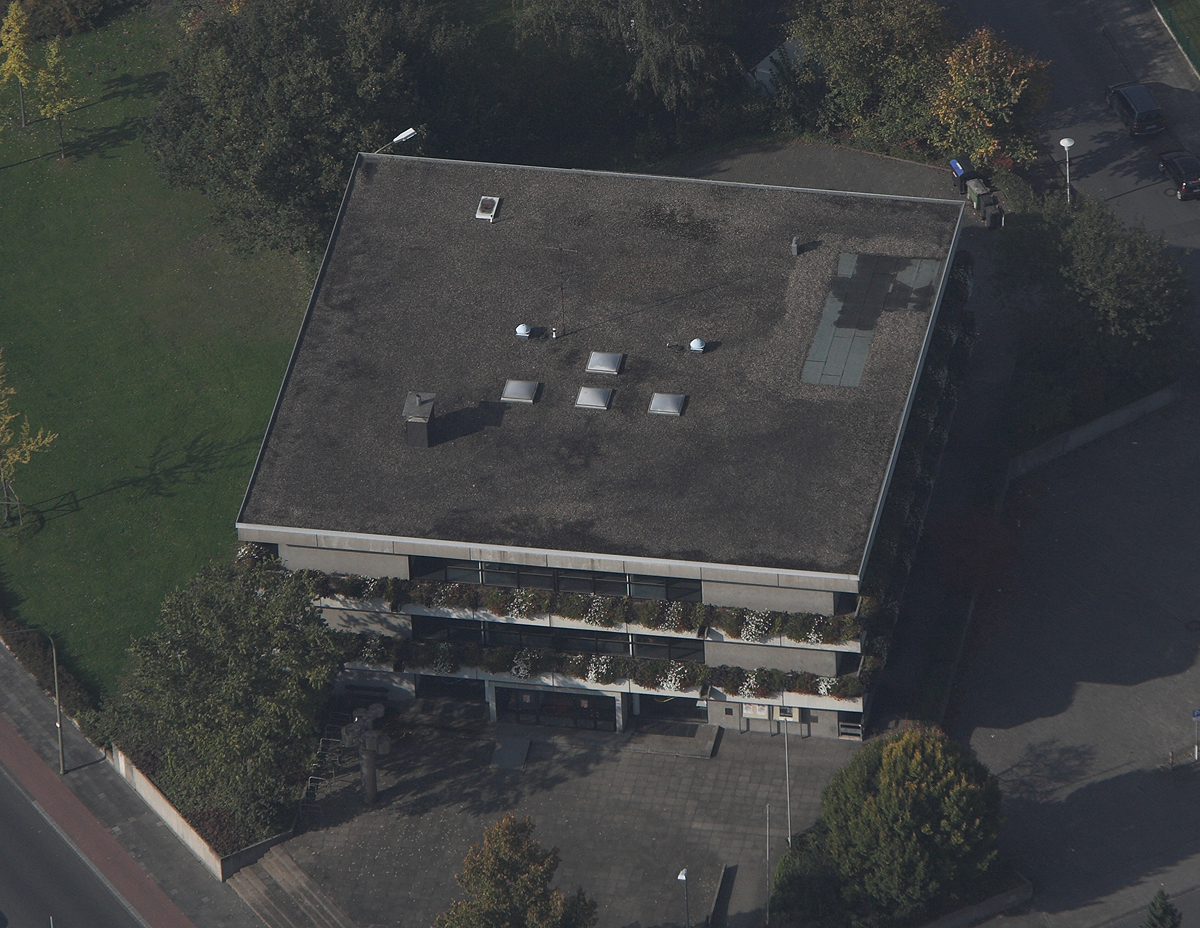
Letecký pohled na plochou střechu s atikou budovy v německém Hammu

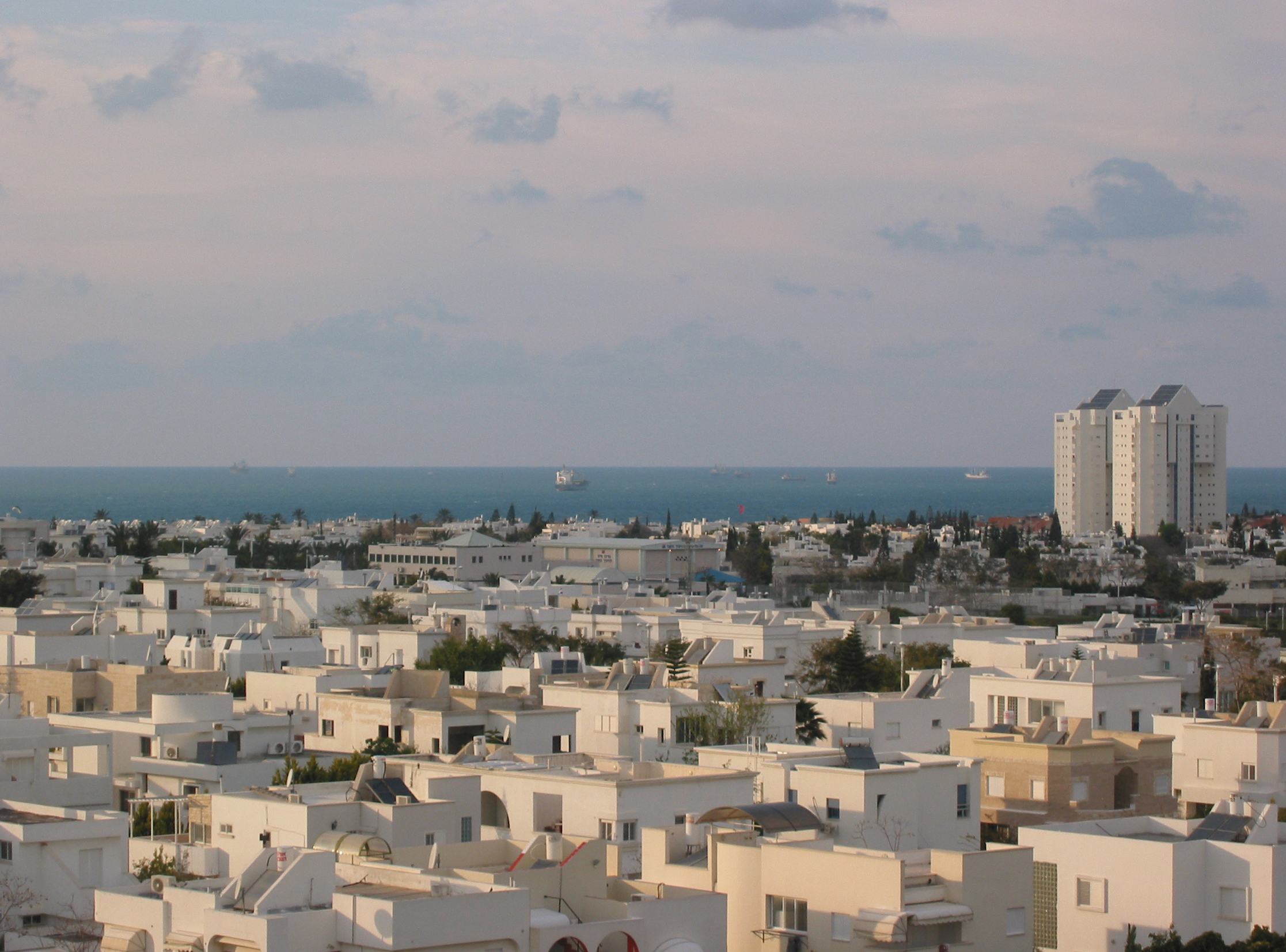
Ploché střechy na budovách v izraelském městě Ašdod

Plochá střecha je střešní konstrukce nebo střecha se sklonem nanejvýš 5 °ČSN 73 1901-1 (731901). Sklon střechy se volí tak, aby bylo zajištěno snadné odtékání dešťové vody nebo vody při roztávání sněhu. Střecha bývá po celém obvodě obehnána atikou. Optimální sklon je 3 %. Nevýhoda plochých střech spočívá v poruchovosti hydroizolace a odtokové soustavy a následující nákladné opravě.

## Rozdělení
- podle konstrukčního uspořádání
  - jednoplášťové
  - dvojpláštové
  - víceplášťové
- podle využití
- podle způsobu odvodnění
  - spádové
  - nespádové
- podle tvaru střešní plochy
  - rovinné
  - zakřivené
- podle technologie výroby
  - monolitické
  - montované